# Marne Osorio
Marne Osorio Lima (Rivera, 4 de febrero de 1966) es un veterinario y político uruguayo. 
Perteneciente al sector Vamos Uruguay del Partido Colorado, fue el Intendente de Rivera entre 2010 y 2019 y actualmente se desempeña como Representante Nacional electo del departamento de Rivera desde el año 2020.
El 11 de marzo de 2025 fue electo Primer Vicepresidente de la Cámara de Representantes por el período 2025-2026 de la "L" Legislatura.
Tiene el título de Doctor en Medicina y Tecnología Veterinaria de la Facultad de Veterinaria de la Universidad de la República.

## Trayectoria política
Fue funcionario en el Poder Legislativo. Milita en filas del Partido Colorado desde 1984; en 1994 es electo edil por Rivera, reelecto en 1999. En la administración del intendente de Rivera Adrúbal Vázquez Nicolini fue director general de Servicios (1995-1996). En los dos siguientes períodos de gobierno, en la gestión de Tabaré Viera, se desempeñó al frente de la Dirección General de Salubridad, Higiene y Medio Ambiente (2000-2009). En 2004 es electo primer suplente del Intendente Tabaré Viera.
En 2009 adhiere al novel sector ProBa y en las elecciones nacionales de 2009 fue primer suplente en la lista a la diputación por Rivera encabezada por Tabaré Viera. Este resultó electo tanto diputado como senador, y al optar por la banca en el Senado de la República, Marne Osorio asumió la diputación el 15 de febrero de 2010. Pronto renunció para postularse a la Intendencia de Rivera, en las elecciones departamentales y municipales de Uruguay de 2010, resultando amplio vencedor. Asumió el cargo el 8 de julio de 2010. En julio de 2011 fue elegido vicepresidente del Congreso Nacional de Intendentes.
El 6 de febrero de 2015 renunció a su cargo de intendente para postularse a la reelección en las elecciones departamentales y municipales de Uruguay de 2015.
El 10 de mayo es reelecto por amplia mayoría para desempeñar el cargo de intendente del departamento de Rivera.
El 9 de julio de 2015 asume su segundo mandato en un acto protocolar que contó con las presencias de dos expresidentes de la República: Jorge Batlle y Julio María Sanguinetti. 
Durante ese período fue el único intendente departamental por el Partido Colorado en el país.
El 26 de julio de 2019 renunció al cargo de intendente para postularse a la diputación para las elecciones nacionales de octubre de 2019. El 27 de octubre resultó electo diputado por el Partido Colorado obteniendo la mayor votación frente a los demás partidos y donde su hoja de votación (2000) fue la lista más votada dentro de su partido y entre las demás listas de los demás partidos políticos. el 15 de febrero de 2020 asumió su cargo como representante Nacional por el departamento de Rivera.
Marne Osorio fue galardonado con el Premio Legión del Libro otorgado por la Cámara Uruguaya del Libro.
De cara a las internas de junio de 2019, Osorio adhiere a la agrupación Batllistas, apoyando la precandidatura de Julio María Sanguinetti.
El 26 de julio de 2019 renunció al cargo de intendente para postularse a la diputación para las elecciones nacionales de octubre del 2019.
El 27 de octubre resultó electo Representante Nacional por el Partido Colorado. El 15 de febrero de 2020 asumió su cargo como Representante Nacional por el departamento de Rivera.
En las elecciones nacionales de 2024, nuevamente resultó electo Representante Nacional por el departamento de Rivera. En estas elecciones se presentó con la hoja de votación número 10 del Sector Vamos Uruguay liderado por el Dr. Pedro Bordaberry.
El 11 de marzo de 2025 fue electo como Primer Vicepresidente de la Cámara de Representantes, por el período 2025-2026 de la "L" Legislatura.

## Vida privada
Se casó con Sandra Rebollo, son padres de tres hijos: Brunno, Cristian y Agustina.